# Veleposlanstvo Angole u Washingtonu D.C.
Veleposlanstvo Angole u Washingtonu D.C. predstavlja diplomatsko predstavništvo Republike Angole u SAD-u. Nalazi se na sjeverozapadu Massachusetts Avenue u diplomatskoj četvrti, u susjedstvu s veleposlanstvima mnogih država.
Osim veleposlanstva u Washingtonu, Angola ima i konzularna predstavništva u New Yorku i Houstonu.
Trenutačni angolski veleposlanik u SAD-u je Alberto do Carmo Bento Ribeiro.

## Vanjske poveznice
|  | Zajednički poslužitelj ima još gradiva o temi Veleposlanstvo Angole u Washingtonu D.C. |

- Službena web stranica veleposlanstva  Arhivirana inačica izvorne stranice od 10. ožujka 2021. (Wayback Machine)